# House NA
La House NA est une maison d'habitation réalisée en 2011 par l’architecte japonais Sou Fujimoto. Cette maison est située dans le quartier Suginami de la ville de Tokyo au Japon. Elle a été commandée par un couple et peut abriter jusqu’à quatre personnes.  

## Description de la maison
La House NA est composée de 21 prismes rectangulaires empilés les uns sur les autres, formant un espace de 914 pieds carrés.  Elle ne possède pratiquement aucun mur intérieur et les murs extérieurs sont faits de verre.  L’espace de la maison s’organise autour de 21 plateformes blanches, chacune mesurant entre 21 et 81 pieds carrés, interconnectées par des échelles et une structure hyper simplifiée de barreaux en acier blanc.  
La House NA est principalement caractérisée par sa transparence frappante par rapport aux bâtiments environnant, qui s’apparentent plus à des blocs fermés. Elle s’inscrit par son aspect schématique dans l’esthétique de l’architecture japonaise contemporaine ainsi que dans la lignée des Jutaku, type de maisons radicales très présentes au Japon depuis plusieurs années en réaction à la situation immobilière, où la durée de vie d’une maison est estimée à 30 ans.  

## Concept
Selon l’architecte, la disposition des étages de la House NA viserait à reproduire l’effet de l’arbre et de ses branches, par le fait que toutes les pièces soient liées.  Les relations visuelles et sociales permises dans l'espace de la maison feraient référence à un mode de vie ancien du peuple nomade, et les étages séparés seulement par de petites marches permettraient aussi de proposer de multiples fonctionnalités, prenant parfois le rôle du mobilier.    